# آیت زینب
آیت زینب (به فرانسوی: Ait Zineb) یک کومون در مراکش است که در استان ورززات واقع شده‌است. آیت زینب ۹٬۲۳۳ نفر جمعیت دارد.